# ماکسیم بیامو
ماکسیم بیامو (انگلیسی: Maxime Biamou؛ زادهٔ ۱۳ نوامبر ۱۹۹۰) بازیکن فوتبال اهل فرانسه است.
از باشگاه‌هایی که در آن بازی کرده‌است می‌توان به باشگاه فوتبال کاونتری سیتی اشاره کرد.